# Hosunka pallidula
Hosunka pallidula är en insektsart som beskrevs av Matsumura 1935. Hosunka pallidula ingår i släktet Hosunka och familjen sporrstritar. Inga underarter finns listade i Catalogue of Life.